# Eduardo Pellew Wilson Júnior
Edward Pellew Wilson Júnior, primeiro conde de Wilson (Salvador, 31 de março de 1832 — Rio de Janeiro, 19 de setembro de 1899) foi um empresário brasileiro-britânico e nobre luso-brasileiro.
Faleceu no Hotel das Paineiras e foi velado em sua residência, o Palacete dos Leões, no bairro de Laranjeiras, n.º 17, hoje n.º 29, cidade do Rio de Janeiro. Foi cidadão brasileiro e súdito britânico. Foi criado conde de Wilson por decreto do rei Carlos I de Portugal, a 8 de Outubro de 1891.
Filho primogênito de Edward Pellew Wilson (1803 — 1887), súdito britânico, falecido no Solar Wilson, mais tarde Palácio Residencial Arquiepiscopal de Salvador e hoje transformado num condomínio, conhecido como Mansão Morada dos Cardeais; negociante de grosso trato com estudos feitos no Edinburgh College junto com seu primo materno, Sir James Milne Wilson (1812 — 1880; KCMG 1873), armador, cavaleiro da Imperial Ordem da Rosa, com honras de capitão, por decreto imperial de 1866, acionista da Imperial Companhia a Vapor e Estrada de Ferro de Petrópolis desde 1852, do Estaleiro e Fundição Ponta d'Areia desde 1846, da São Francisco Railway Co. desde 1858, da Estrada de Ferro Paraguassú desde 1858, um dos acionistas-fundadores do Banco Mauá a 1 de setembro de 1854 e co-fundador da Companhia de Navegação Wilson & Sons, Co. junto com seu irmão, Fleetwood Pellew Wilson (1809 — 1888; de 30 Portman Square e de Wappenham Manor, Northamptonshire, diretor do Banco Oriental em Londres, Deputy Lieutenant e juiz de paz em Northamptonshire), co-introdutor da iluminação a gás na cidade de Salvador, ali proprietário do gasômetro, co-fundador do British Club de Salvador, ao qual doou o prédio do clube; representou várias companhias de navegação estrangeiras no Brasil, das quais foi agente (ver Almanaque Laemmert), a mais importante das quais foi a Western Pacific Steam Navigation Company; recebeu concessões do Governo Imperial do Brasil, a partir de 1869, para explorar minerais combustíveis na Bahia (Recôncavo Baiano), fato pelo qual é reconhecido como um dos precursores da prospecção petrolífera no Brasil, na fase de concessões a grupos privados -, e de sua mulher, D. Maria Constança da Silva Freire (1815 — 1877).
Neto paterno de Alexander Wilson (* 11 de março de 1774 — + 24 de setembro de 1817), primeiro-tenente da Royal Marines por patente de 1798, amigo e secretário do herói inglês Lord Exmouth (padrinho político dos Wilson), participou da batalha no vaso de guerra Indefatigable em 1798 na costa de Ushant contra os franceses, batalha que deixou descrita em documento, leiloado em 1924 nas alfaias de Nashdom, residência de verão em Buckinghamshire, Inglaterra, de sua neta, princesa Alexis Dolgorouki, née Frances Fleetwood Wilson, dita "Fanny" (1850 — 1919) de 46 Upper-grosvenor street, Mayfair, 30 Portman Square (arquiteto James Wayatt 1774), Wappenham Manor Northamptonshire, Inglaterra, Braemar Castle, Escócia, Pau & Biarritz, casada em St Margaret's Westminster, 1898, com o príncipe Alexis Serguéiévitch Dolgorouki (1846 — 1915), senhor de Mikhailova (sul da Rússia), com residência também em 66 Faubourg Saint-Honoré, Paris, e mordomo de Nicolau II da Rússia desde 1910 -, e de sua mulher, D. Jean Gray (1775-1848), cuja ascendência é mostrada na genealogia, intitulada Pedigree of Bean of Portsoy, de cerca de 1895, na qual se apresenta o casamento de James Bean com Cornelia Barlow, de Acomb Hall, herdeira do tio Sir Dawsonne Drake, governador de Madras, e sobrinha-trineta do famoso Sir Francis Drake, que recebeu o Governo hereditário de Madras de S.M.R. Elizabeth I da Inglaterra).
O 1º Conde de Wilson, assim como seus irmãos, era engenheiro mecânico de formação e desenvolveu inúmeros negócios no Brasil, em Portugal e na França. Ficou conhecido como o "rei do carvão" desde a assinatura de contrato com o Governo Imperial do Brasil, para suprir de carvão os navios da Armada Imperial durante a Guerra da Tríplice Aliança, da qual participou com seus rebocadores de navios de guerra. Entre as empresas de que foi acionista, contam-se: a Companhia dos Bondes de Santa Teresa, no Rio de Janeiro, a Cie. des Chemins de Fer d'Orléans, na França, a Casa Bancária Equitativa, no Rio de Janeiro, e a Companhia Botanical Gardens, à qual, a 5 de outubro de 1871, adquiriu a concessão, transferida por Luciano Cordeiro de Sousa e Irmão, da Companhia Carris de Ferro de Lisboa. A Companhia Botanical Gardens venceu licitação, para levar ao bairro de Copacabana o transporte de bondes e um de seus cinco acionistas, o 1º Conde de Wilson, cedeu duas chácaras que possuía no Jardim Botânico, para garagem dos bondes. Fundador da Companhia Telefônica da Bahia no ano de 1884. Foi proprietário de alguns prédios conhecidos, como o Edifício das Mil Colunas, prédio onde hoje se situa o Tribunal Marítimo, no Rio de Janeiro e da Chácara da Floresta, no antigo morro do Castelo, imortalizada pelo fotógrafo Augusto Malta, também no Rio de Janeiro.
Foi fundador e presidente da Companhia Internacional de Comércio e Indústria. Foi, entre outras, armador, capitalista, trapicheiro, cônsul-honorário da Itália em Pernambuco e no Rio de Janeiro, vice-cônsul da Espanha em Natal, Rio Grande do Norte, construtor do maior dique seco na Ilha do Mocanguê-Pequeno, Rio de Janeiro, senhor do Engenho Central de Porto Real, um dos mais importantes pólos industriais à época, também no Estado do Rio de Janeiro, e faleceu como presidente reeleito do Cassino Fluminense, do qual foi o último presidente. A empresa da sua família era a Companhia de Navegação Wilson, Sons, que liderava, em conjunto com os irmãos Alexander Pellew Wilson (1833-1918) - armador, capitalista, agente consular da Itália em Salvador, Bahia, cavaleiro da Ordem Equestre da Coroa, da Itália, e comendador da Ordem de Cristo, de Portugal -, e James Pellew Wilson (1847-1931). Foi, ademais, cavaleiro da Ordem de São Maurício e São Lázaro (1864), da Casa Real de Savóia, com permissão para usar o uniforme mauriciano, oficial da Imperial Ordem da Rosa (1867) com honras de coronel, comendador da Ordem de Nossa Senhora da Conceição de Vila Viçosa (1875), comendador da Ordem de Cristo, de Portugal (1878), fidalgo cavaleiro da Casa Real de Portugal (1875) e fidalgo de cota de armas em 1896 em Portugal (vide documentação nos AN/TT). Foi cavaleiro da Ordem de São Carlos, do Principado de Mônaco (vide Almanaque Laemmert). No ano de 1894, foi detido por ordens do Governo do Marechal Floriano Peixoto, por ter participado da Revolta da Armada (1891 e 1893) como monarquista enragé e como proprietário da maior companhia de navegação do Brasil à época, fato que o fez exilar-se na Inglaterra por um ano, o suficiente para desviarem cinco navios da frota da Wilson & Sons.
Foi casado o 1º Conde de Wilson com D. Felisbela Ernestina Cintra da Silva (1840-1912), dita "Yayá", condessa de Wilson por casamento, senhora que mantinha um salão no seu Palacete dos Leões, no bairro de Laranjeiras, na cidade do Rio de Janeiro. Filha de Arsênio Fortunato da Silva (empresário, armador e inventor de carros e de guindastes) e de sua mulher, D. Marianna Alexandrina Coelho Cintra. Neta paterna de Manoel da Silva Cardoso e de sua mulher, D. Rosália Maria da Conceição, e neta materna de Elias Cupertino Coelho Cintra (armador, traficante de escravos, negociante de grosso trato, grande proprietário no Recife, onde foi um potentado e proprietário do Curtume dos Coelhos e do palácio onde hoje se situa o Hospital São Pedro de Alcântara, arrendado em 1841 pelos Coelho Cintra ao dito Hospital; senhor de, entre outros, o Engenho Pedreiras, na comarca de Goiana, Pernambuco, e empresário) e de sua mulher, D. Úrsula Maria das Virgens, dita da família Sousa Leão (ver CINTRA, Monsenhor António Pais in Genealogia dos Cintras, título Coelho Cintra, Rio de Janeiro, 1949), filha de José Bezerra e de Mariana Ignacia. A Condessa de Wilson figura na obra Salões e Damas do Segundo Reinado, de Wanderley de Pinho, e em Memórias, de Dulce Liberal. Era irmã de Arsênio Cintra da Silva, pintor brasileiro com formação européia, introdutor da técnica do guache no Brasil e quem fotografou as festividades do casamento da Princesa Isabel com o conde d'Eu, irmã do Comendador Joaquim Arsênio Cintra da Silva, cônsul geral da Bolívia, do Paraguai e da Venezuela no Brasil, e prima do deputado José Cupertino Coelho Cintra, o bandeirante de Copacabana, engenheiro que trabalhava na  Companhia Botanical Gardens e que abriu o Túnel Velho.
Os primeiros Condes de Wilson deixaram descendência (três filhos e três filhas):
1. Comendador Eduardo Pellew Wilson
2. Alfred Pellew Wilson, natimorto
3. Carlos Pellew Wilson, viveu três dias
4. D. Alice Pellew Wilson
5. D. Amélie Pellew Wilson, dita "Millie"
6. D. Stella Pellew Wilson